# 竹野町 (新潟市)
竹野町（たけのまち）は、新潟県新潟市西蒲区の地名。丁番を持たない単独町名であり、住居表示未実施区域。郵便番号は953-0023。

## 概要
1889年（明治22年）から現在の大字。矢川左岸、角田山麓の丘陵東端に位置する。もとは江戸時代から1889年（明治22年）まであった竹野町村の区域の一部。

### 隣接する町字
北から東回り順に、以下の町字と隣接する。
- 仁箇
- 前田
- 鷲ノ木
- 下木島
- 松郷屋
- 平沢
- 福井
- 五ヶ浜
- 角田浜
- 伏部

※西川を挟んで巻甲、巻乙と隣接。

## 歴史
開発年代は不明。文禄年間の記録に村名が残る。

### 年表
- 1889年（明治22年）4月1日 : 合併により竹野町村の大字となる。
- 1901年（明治34年）11月1日 : 合併により峰岡村の大字となる。
- 1955年（昭和30年）1月1日 : 合併により巻町の大字となる。
- 2005年（平成17年）10月10日 : 合併により新潟市の大字となる。
- 2007年（平成19年）4月1日 : 新潟市の政令指定都市移行により、西蒲区の大字となる。

## 世帯数と人口
2018年（平成30年）1月31日現在の世帯数と人口は以下の通りである。
| 町丁   | 世帯数  | 人口    |
| ------ | ------- | ------- |
| 竹野町 | 376世帯 | 1,165人 |

## 小・中学校の学区
市立小・中学校に通う場合、学区は以下の通りとなる。
| 番地                                      | 小学校             | 中学校             |
| ----------------------------------------- | ------------------ | ------------------ |
| 11番地3～1545番地 2288番地～4485番地45    | 新潟市立巻北小学校 | 新潟市立巻西中学校 |
| 650番地 1655番地（本番のみ） 1655番地1〜2 | 新潟市立巻南小学校 | 新潟市立巻東中学校 |

## 主な企業・施設
- 新潟市立巻北小学校
- 竹野町郵便局
- 竹の町保育園

## 寺社
- 金仙寺 (新潟市)（菖蒲山金仙寺） – 菖蒲塚古墳に隣接する。智山派
- 浄福寺 (新潟市) – 大谷派

## 交通

### 道路
- 新潟県道2号新潟寺泊線
- 新潟県道296号横山巻線
- 新潟県道562号角田山麓公園線